# Aron Pollitz
Aron Pollitz, né le 11 février 1896 à Bâle et mort le 13 novembre 1977 dans cette même ville, est un footballeur international suisse.  
Il évoluait au poste de demi-gauche. 

## Biographie
Aron Pollitz naît le 11 février 1896 à Bâle.
Après avoir joué pour les Old Boys de Bâle, il porte les couleurs de l'Union sportive suisse de Paris de 1924 à 1927. Après son passage en France il retourne dans son ancien club bâlois. 
International suisse à 23 reprises, il remporte la médaille d'argent avec la Nati lors des Jeux olympiques de 1924 à Paris. Lors du tournoi il prend part aux six matchs de son équipe. Il compte 23 sélections entre 1920 et 1925.
Il meurt le 13 novembre 1977 à Bâle,.

## Palmarès
- Médaille d'argent au tournoi de football des Jeux olympiques d'été de 1924.